# Vladislau II da Hungria
Vladislau Jogailo da Boêmia e da Hungria (Ulászló, em húngaro; Vladislav, em tcheco; Władysław, em polonês) (Cracóvia, 1 de março de 1456 - Buda (agora Budapeste), 13 de março de 1516), rei da Boêmia (1471 - 1516) e da Hungria (1490 - 1516). Vladislau II foi filho de Casimiro IV da Polônia e de Isabel da Áustria. Era sobrinho, por via paterna, de Vladislau III Jogailo da Polônia e, por via materna de Ladislau V o Póstumo.
Sucedeu a Jorge de Poděbrady no trono tcheco e a Matias Corvino na Coroa de Santo Estevão.
Estrangeiro em seus dois reinos (era polonês), foi dominado pela nobreza e teve que fazer frente a numerosos levantes da burguesia e dos camponeses, a mais importante destas últimas em 1515.
Nesse mesmo ano firmou um tratado de aliança com o imperador Maximiliano I de Habsburgo e seu irmão, o rei polonês-lituano, Sigismundo I da Polônia.
Graças a este tratado no futuro seu reino permaneceria sob a proteção dos Habsburgo, já que fez casar a seus dois filhos com os netos do imperador germânico.
Casou-se primeiro com Bárbara de Brandemburgo (1464-1515), filha de Alberto III Aquiles e Ana da Saxônia. Declarou, ele próprio, seu casamento como não consumado. Casou-se com Beatriz de Nápoles, viúva de Matias I da Hungria, e filha de Fernando I e de Isabel de Taranto, mas o casamento foi anulado pelo papa por estar, oficialmente, ainda casado com Bárbara. Por fim, foi liberto do primeiro casamento e, então, casou-se com Ana de Foix-Candale, com quem teve dois filhos:
- Ana da Boêmia e Hungria (1503 - 1547), casada com o arquiduque austríaco Fernando, então futuro rei consorte da Hungria e Boêmia e imperador germânico.
- Luís (1506 - 1526),[5] casado com Maria de Habsburgo, rei da Boêmia e Hungria e morto na batalha de Mohács.